# Велике Буяново
Велике Буя́ново (рос. Большое Буяново, чув. Васан) — присілок у складі Шемуршинського району Чувашії, Росія. Адміністративний центр Великобуяновського сільського поселення.
Населення — 452 особи (2010; 550 у 2002).
Національний склад:
- чуваші — 99 %